# Pekelderdiep
Le Pekelderdiep est un canal néerlandais dans la province de Groningue.

## Géographie
Le canal relie le Stadskanaal à Stadskanaal au Winschoterdiep à Winschoten. Entre Oude Pekela et Stadskanaal, le canal croise le Canal de Veendam à Musselkanaal. Le long du Pekelderdiep sont situés les villages-rue d'Oude Pekela, de Nieuwe Pekela et de Boven Pekela, qui tirent leur nom de l'ancienne rivière.

## Histoire
Le Pekelderdiep correspond à l'ancien cours du Pekel A, ancienne rivière canalisée en 1728. Le Pekel A a été canalisé afin d'optimiser la maîtrise du niveau d'eau dans la région, nécessaire pour l'exploitation de la tourbe et pour l'agriculture. C'est seulement plus tard que le Pekelderdiep a également joué son rôle dans la navigation fluviale.
À la fin du XVIIIe siècle, plusieurs chantiers navals ont vu le jour le long du canal. On y construisit entre autres des goélettes.
Au début du XIXe siècle, une liaison navigable fut réalisée entre le Pekelderdiep et l'Ommelanderwijk d'une part et le Stadskanaal d'autre part. De nos jours, l'Ommelanderwijk est comblé.
Après la Seconde Guerre mondiale, le canal ressemblait de plus en plus à un égout à ciel ouvert. L'eau était régulièrement recouverte d'une épaisse couche de mousse, causée par le déversement des eaux usagées industrielles issues des usines des fécules de pommes de terre. Lorsque vers 1970 l'intérêt du canal pour la navigation professionnelle avait diminué, on a proposé de combler le canal pour éviter cette pollution. Ce projet a été abandonné dès les années 1980. Le canal a été réhabilité et sert aujourd'hui aux plaisanciers.

## Source
- (nl) Cet article est partiellement ou en totalité issu de l’article de Wikipédia en néerlandais intitulé « Pekelderdiep » (voir la liste des auteurs).